# (6301) 1989 BR1
(6301) 1989 BR1 (1989 BR1, 1938 CJ, 1955 EG, 1968 OV, 1975 VN4, 1991 PG) — астероїд головного поясу.
Тіссеранів параметр щодо Юпітера — 3,181.